# Eupherusa poliocerca
Eupherusa poliocerca là một loài chim trong họ Chim ruồi.